# 小行星15628
小行星15628（15628 Gonzales）是一颗绕太阳运转的小行星，为主小行星带小行星。该小行星于2000年4月29日发现。

## 轨道参数
小行星15628的轨道半长轴为2.2106031 UA，离心率为0.14。